# Charadrius
Charadrius Linnaeus, 1758 è un genere nella famiglia Charadriidae.

## Tassonomia
Comprende le seguenti specie:
- Charadrius obscurus J.F.Gmelin, 1789 - piviere della Nuova Zelanda
- Charadrius hiaticula Linnaeus, 1758 - corriere grosso
- Charadrius semipalmatus Bonaparte, 1825 - corriere semipalmato
- Charadrius placidus J.E.Gray & G.R.Gray, 1863 - corriere beccolungo
- Charadrius dubius Scopoli, 1786 - corriere piccolo
- Charadrius wilsonia Ord, 1814 - corriere di Wilson
- Charadrius vociferus Linnaeus, 1758 - corriere americano
- Charadrius melodus Ord, 1824 - corriere canoro
- Charadrius thoracicus (Richmond, 1896) - corriere fasciato
- Charadrius pecuarius Temminck, 1823 - corriere di Kittlitz
- Charadrius sanctaehelenae (Harting, 1873) - corriere di Sant'Elena
- Charadrius tricollaris Vieillot, 1818 - corriere dai tre collari
- Charadrius forbesi (Shelley, 1883) - corriere di Forbes
- Charadrius marginatus Vieillot, 1818 - corriere marginato
- Charadrius alexandrinus Linnaeus, 1758 - fratino eurasiatico
- Charadrius nivosus (Cassin, 1858) - piviere nevoso
- Charadrius javanicus Chasen, 1938 - corriere di Giava
- Charadrius ruficapillus Temminck, 1821 - corriere caporosso
- Charadrius peronii Schlegel, 1865 - corriere della Malesia
- Charadrius pallidus Strickland, 1853 - corriere bandacastana
- Charadrius collaris Vieillot, 1818 - corriere dal collare
- Charadrius alticola (Berlepsch & Stolzmann, 1902) - corriere della Puna
- Charadrius falklandicus Latham, 1790 - corriere delle Isole Falkland
- Charadrius bicinctus Jardine & Selby, 1827 - corriere dai due collari
- Charadrius mongolus Pallas, 1776 - corriere della Mongolia
- Charadrius leschenaultii Lesson, 1826 - corriere di Leschenault
- Charadrius asiaticus Pallas, 1773 - corriere asiatico
- Charadrius veredus Gould, 1848 - corriere pettocastano
- Charadrius morinellus Linnaeus, 1758 - piviere tortolino eurasiatico
- Charadrius modestus Lichtenstein, 1823 - corriere modesto
- Charadrius montanus J.K.Townsend, 1837 - corriere montano